# Emilia Terenkoczy
Emilia Terenkoczy (ur. 3 stycznia 1852 w Krakowie, zm. 23 lutego 1925 we Lwowie) – polska aktorka teatralna.

## Życiorys
Emilia Terenkoczy, z domu Bauman, aktorka. Była córką Jana Baumana, chemika i Emilii z domu Goltz, siostrą Wilhelminy Bauman, żoną Władysława Terenkoczy, kuzynką Heleny Modrzejewskiej. Pod nazwiskiem panieńskim występowała w Krakowie, i wyjazdowo w Kielcach, Tarnowie, Poznaniu, Krynicy. W 1873 wyszła za aktora Władysława Terenkoczy i przeprowadziła się do Lwowa. Tu kontynuowała karierę teatralną pod nazwiskiem męża. Na stałe rozstała się ze sceną w 1878.

## Najlepsze role (wybór)
- Paź ("Maria Stuart" J. Słowackiego)
- Ludwika ("Aktorka")
- Walentyna ("Księżna Jerzowa")
- Joanna ("Lady Tartuffe")
- Cherubin ("Wesele Figara")
- Alina ("Balladyna")
- Dolorida ("Beatryks Cenci")
- Fanchon ("Poczwarka")
- Rózia ("Dożywocie")
- Aniela ("Śluby panieńskie")
- Helena ("Przed ślubem").